# Dungeon synth
Dungeon synth é um subgênero de black metal que surgiu no final dos anos 80 e início dos anos 90, predominantemente entre músicos solo de black metal como Mortiis e Burzum.
1. ↑  «Mortiis: From Black Metal to Dungeon Synth and Beyond». Decibel Magazine (em inglês). 16 de outubro de 2017. Consultado em 25 de abril de 2021
2. ↑  Blood, Excuse The (27 de setembro de 2020). «Is Dungeon Synth A Black Metal Offshoot, Or Something More?». Excuse The Blood (em inglês). Consultado em 25 de abril de 2021